# 堀内將平
堀内 將平（ほりうち しょうへい、1992年7月29日 - ）は、東京都出身のバレエダンサー、振付家、舞台プロデューサー。
K-BALLET TOKYOプリンシパル。BALLET TheNewClassicプロデューサー・ ファウンダー。

## 略歴
10歳よりバレエを始める。2008年ジョン・クランコ・スクールに留学し、12年ルーマニア国立バレエにファースト・ソリストとして入団。15年「オーチャード・バレエ・ガラ～JAPANESE DANCERS～」に出演。15年8月熊川哲也が主宰・芸術監督を務めるKバレエ カンパニーにアーティストとして入団。16年9月ファースト・アーティスト、17年9月ソリスト、18年9月ファースト・ソリスト、19年9月プリンシパル・ソリスト、2020年10月プリンシパルに昇格。Kバレエ スクール ティーチャーズ・トレーニングコース修了。
2022年から「TheNewClassic＝新しい定番」を提案するバレエプロジェクト「BALLET TheNewClassic」を立ち上げ、主催・プロデューサー・舞踊監修・振付・出演の全てを手がける。この新感覚のガラ公演は伝統的なバレエを現代的に再解釈する試みであり、BALLET TheNewClassic 2024では、全衣装を使用済みの衣装を再生させるアップサイクルで製作。革新的な取り組みが日本経済新聞やファッション誌でも注目された。ファッションやジェンダーや身体性など、固定概念に捉われないテーマで古典を新解釈し、様々な垣根を超えた現代の美しさを表現している。バレエダンサーとしてだけでなく、振付家・プロデューサー・演出家としても幅広い舞台芸術領域で活動している。
さらに2025年には歌手MISIAの全国ツアー「THE TOUR OF MISIA 2025 LOVE NEVER DIES」においてバレエ振付を担当し、自身もパフォーマーとしてツアーに参加した。
2025年3月4日、全人口の内上位2%のIQの知能をもつ者からなる、世界最大の高IQ団体であるMENSAの会員になったことを自身のInstagramで報告した。

## 主な出演作・役柄
熊川版
- 『ドン・キホーテ』バジル／エスパーダ
- 『ロミオとジュリエット』ロミオ／ティボルト／パリス
- 『くるみ割り人形』くるみ割り人形／王子／雪の王／アラビア人形／花のワルツのソリスト
- 『海賊』コンラッド／ランケデム
- 『白鳥の湖』ジークフリード／パ・ド・トロワ／マズルカ
- 『シンデレラ』王子／王子の友人
- 『ジゼル』アルブレヒト／ヒラリオン
- 新制作『眠れる森の美女』デジレ王子＊／宝石＊
- 『ラ・バヤデール』ソロル

熊川振付
- 『クレオパトラ』アントニウス／選ばれた神殿男娼＊／3人の官僚
- 『カルメン』ドン・ホセ／エスカミーリョ
- 『蝶々夫人』ピンカートン＊
- 『ベートーヴェン 第九』第3楽章主演
- 『カルミナ・ブラーナ』ダビデ＊
- 『死霊の恋』ロミュオー＊
- 『クラリモンド～死霊の恋～』全編　ロミュオー＊

F.アシュトン振付
- 『バレエ ピーターラビット™と仲間たち』ピグリン・ブランド
- 『レ・パティヌール～スケートをする人々～』
- 『ラプソディ』

R.プティ振付
- 『アルルの女』

M.ワレルスキー振付
- 『Petite Ceremonie（プティ・セレモニー）“小さな儀式”』

A.シルヴェストリン振付
- 『ペットボトル迷宮』＊

C.トレイレスク振付
- 『白雪姫』王子

J. コボー版
- 『ラ・シルフィード』ジェームズ

## その他参加作品（出演・演出・プロデュース・振付など）
- 2021年　ミュージカル「ロミオとジュリエット」（小池修一郎演出）死のダンサー役
- 2022年　「BALLET TheNewClassic 2022」主催・プロデュース・演出・振付・出演[8]
- 2024年　MISIA「フルール・ドゥ・ラ・パシオン」ミュージックビデオ出演
- 2024年　「BALLET TheNewClassic 2024」主催・プロデュース・演出・振付・出演[9][10]
- 2025年　MISIAコンサートツアー「STARTS presents THE TOUR OF MISIA 2025 LOVE NEVER DIES」振付・出演[6]
- 2025年　「石川県立音楽堂 和洋の響Ⅴ ～能舞とオーケストラ～」（石川県立音楽堂）出演・演出・振付[11]

## 主な受賞歴
- 2014年　第8回ザ・バレコン東京 第1位 / 東京都知事賞
- 2014年　ベルリン国際バレエコンクール パ・ド・ドゥ部門　第1位
- 2022年　第13回YBC横浜バレエコンクール シニア部門優秀指導者賞
- 2022年　第13回YBC横浜バレエコンクール 中2、中3部門優秀指導者賞
- 2022年　第79回全国舞踊コンクール バレエ第1部優秀指導者賞
- 2022年　第25回NBA全国バレエコンクール 高校男子部門指導者特別賞
- 2023年　第172回NAMUEバレエコンクール横浜 最優秀指導者賞

## 主なメディア出演
雑誌・新聞・書籍等
- anan / Tarzan / ダンスマガジン / クロワゼ / クララ / キレイノート / Free Magazine / 25ans / Alexandre Magazine / フレグラボ ほか多数
- 2020年　Tarzan5月28日号
- 2021年　『トウシューズのすべて: 歴史から、作り方、選び方、履き方、踊り方、鍛え方まで「ポワント」を徹底分析!』コラム掲載

他
映画
- 2020年　「海賊 in Cinema」コンラッド役
- 2021年　劇場完全版「熊川哲也 カルミナ・ブラーナ 2021」ダビデ役
- 2022年　「ロミオとジュリエット in Cinema」パリス役

他
TV
- 2019年　「バレエ☆プルミエール」（WOWOW）
- 2020年　「ミルベキ！」（TBS）
- 2021年　「ミルベキ！」（TBS）
- 2022年　「ファッション通信」（BSテレビ東京）
- 2023年　「ロッチと子羊」（Eテレ）
- 2024年　「小泉智貴×Kバレエ ～密着９０日！色彩が躍る舞台への挑戦」（BS-TBS）
- 2024年　「アカデミーナイトG」（TBS）
- 2025年　「【 特番放送】Ｋバレエ『海賊』熊川哲也が追求する男の美学」（TBS）[12]

他
CM・広告モデル等
- 2018年　MASTER WORKS　イメージモデル
- 2018年　Johnny Walker　イメージモデル
- 2020年　NEUTRALWORKS.　「EDGE LINE」秋冬コレクションモデル

他